# Geschichte Leobens
Geschichte der Stadt Leoben von der Jungsteinzeit bis heute.

## Frühgeschichte
Einzelne Funde aus der Jungsteinzeit belegen, dass das Gebiet um Leoben damals schon besiedelt war. Unter anderem wurden in Leoben-Mühltal zwei Steinhämmer gefunden. Ebenfalls wurde ein Hallstattzeit-Gräberfeld (Steinkisten) aus dem ersten vorchristlichen Jahrtausend im Stadtteil Hinterberg entdeckt. Siedlungen am Häuselberg und am Kulm bei Trofaiach aus der Urnenfelderzeit geben Hinweise auf eine Besiedlung durch den Menschen.
Grund dafür dürfte die Erzgewinnung in der Grauwackenzone, vor allem der Kupferabbau in den Eisenerzer Alpen im ersten Jahrtausend v. Chr. und davor, sowie dessen Verarbeitung gewesen sein. Werkzeugfunde eines Schmiedes der Bronzezeit wurden bei Leoben-Nennersdorf gemacht. Im dritten Jahrhundert vor Chr. wanderten keltische Stämme in das Ostalpengebiet ein. Sie gründeten um 200 v. Chr. unter der Führung der Noriker das Königreich Noricum mit der Hauptstadt Noreia.

## Römerzeit und Völkerwanderung
15 v. Chr. wurde Noricum Teil des Römischen Reiches zunächst als tributäres Fürstentum, 40 n. Chr. als römische Provinz.
Das Gebiet von Leoben wurde ein Teil des Verwaltungsbezirks von Flavia Solva. Der Erzberg wurde von den Römern zur Eisengewinnung benutzt, wie Funde aus der Römerzeit in der Nähe von Eisenerz belegen. Eine Römerstraße durch das Vordernbergertal bis in die Gegend von Bruck an der Mur und von da aus weiter nach Flavia Solva dürfte es gegeben haben. 1926 wurde ein Teil dieser Straße bei Friedauwerk in der Nähe von Vordernberg gefunden. Dieser Verkehrsweg verband Flavia Solva mit der norischen Hauptstraße von Ovilava (Wels) nach Aquileia (bei Grado).
Eine römische Provinzsiedlung dürfte im Raum Leoben bestanden haben. 1858 wurde in Leoben-Donawitz im Bachbett des Vordernbergerbaches ein römischer Grabtempel gefunden. Er befindet sich heute im Joanneum im Eggenberger Schlosspark in Graz. Weiters hat sich ein römischer Steinmetz namens VERVICIUS als erster „Leobner“ in einer Felsspalte auf der Niederung bei Donawitz verewigt, was auf die Anwesenheit der Römer im 2. bis 3. Jahrhundert nach Chr. schließen lässt.
Im Zuge der Völkerwanderung wurden die Römer 488 n. Chr. gezwungen Noricum zu verlassen.
Im 5. Jh. durchzogen germanische Stämme das Land, darunter auch die Langobarden.
Als die Langobarden 568 nach Italien abzogen, kam es im 6. Jh. durch den Ansturm der Awaren aus Pannonien zu einer Fluchtbewegung der slawischen Slowenen (Karantanen), die von den deutschen Bayern als Wenden oder Winden (von Winidi = die Weidenden, da diese ein Hirtenvolk waren) bezeichnet wurden.
Es fand eine relativ dünne slawische Besiedlung in den Alpengebieten statt. Es wurde das slawische Fürstentum Karantanien gebildet. Da die Bedrohung durch die Awaren weiterhin aufrecht war, baten die Karantanen die Bayern um Hilfe. 772 wurde Karantanien dem Herzogtum Bayern eingegliedert. Im Zuge der Zerschlagung des Awarenreiches und der Eingliederung Bayerns und der Alpengebiete ins Fränkische Reich kamen immer mehr bajuwarische Siedler in das Gebiet südlich der Alpen, mit ihnen kamen auch christliche Missionare aus Salzburg; diese Siedler vermischten sich allmählich mit den Karantanen im Gebiet der Ostalpen. Eine Mischbevölkerung dürfte es bis ins 11. Jh. gegeben haben, ehe die slawische Bevölkerung im Mehrheitsvolk der Bayern aufging.
Spuren der slawischen Bevölkerung blieben in Ortsnamen und Namen von Örtlichkeiten auch im Raum Leoben erhalten. Unter anderen Donawitz von Tuna (Pfütze), Jassing von jasenica (Esche), Göss von gostnica (Herberge), der Windischberg bei Leoben sowie Windischbühel in der Gemeinde Gai.

## Namensentstehung und Markt Liuben
Die erste Nennung des Namens „Liupina“ findet sich in einer Schenkungsurkunde von König Ludwig dem Kind an den Gaugrafen Aribo II., Graf zu Göss-Schladnitz, im Jahr 904. In dieser Urkunde wird dem Gaugrafen Aribo ein Gebiet von 20 Königshuben (entspricht ca. 800–1000 Hektar) bei der Ortschaft Zlatina (Schladnitz) oder bei Costenica (Göss) übertragen, mit einem Gutshof, der bei der Mündung des Schladnitzbaches in die Mur lag.
Die karantanische Bezeichnung Liupina bezog sich nicht auf einen Ort, sondern als Liupinatal („liebliches Tal“) auf das Vordernbergertal von der Mur aufwärts bis in die Gegend von Vordernberg bzw. das Tal des Vordernbergerbaches, der als „Lewben“ bezeichnet wurde. Daraus wurde später die Bezeichnung „Liuben“, „Leuben“, schließlich Leoben, heute noch erhalten in der Bezeichnung des Tals zwischen Hafning und dem Ort Friedauwerk bei Vordernberg „In der Loiben“. Der Name leitet sich ab aus dem slawischen Lijub, was so viel wie lieb, lieblich bedeutet.
Eine weitere urkundliche Erwähnung aus dem Jahre 982 bezeichnet einen salzburgischen Gutshof in Trofaiach als „Liupina“.
Wann genau der Ort Liupina entstanden ist bzw. Sitz der Gaugrafschaft wurde, ist nicht bekannt.
1004 gründeten der Pfalzgraf Aribo I. und seine Gemahlin Adula das Stiftes Göss. Am 1. Mai 1020 wurde die Gründung des Stiftes von Kaiser Heinrich II. bestätigt. Das Benediktinerinnen-Stift Göss war bis zu seiner Aufhebung durch Kaiser Joseph II. 1782 das älteste Kloster der Steiermark.
1149 bzw. 1170 wurde das erste Mal „Sancta Maria Liuben“, Maria am Waasen, die spätere Waasenkirche, erwähnt. Ebenfalls im Jahre 1149 wurde das erste Mal in Form einer Zeugenunterschrift eines Herrant de Tunuize Donawitz als „Tunuize“ genannt.
1188 findet sich die erste urkundliche Erwähnung der Jakobskirche, die Kirche dürfte jedoch schon früher bestanden haben.
Eine Siedlung unter dem Namen „Forum Liuben“ wurde erstmals im Jahr 1173 genannt, diese befand sich als unbefestigter Ort rund um die Jakobskirche am Fuß des Maßenbergs. Dieser Ort war damals schon als Stapelplatz für das „Leubener Eisen“ bekannt.

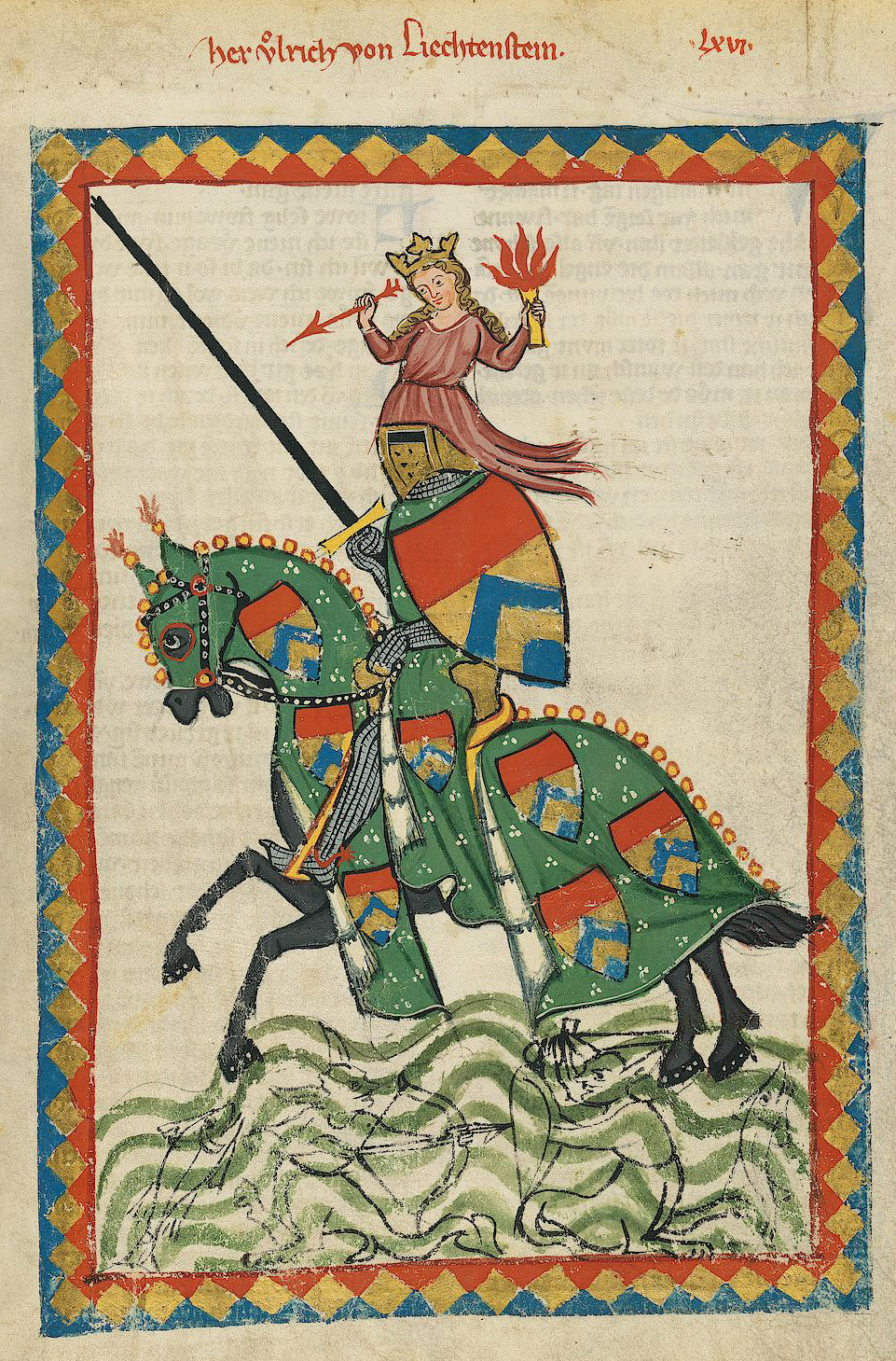
Ulrich von Liechtenstein (Codex Manesse, 14. Jh.)

1218 wurde das erste Mal ein Richter als „Judex de Leuben“ urkundlich erwähnt. 1227 weilte Ulrich von Liechtenstein in der Marktsiedlung von Leoben, wo er als Königin Venus verkleidet an mehreren Turnieren teilnahm, wie er in seinem Werk „Frauendienst“ verkündet:
Ze Leuben reit ich al zehan,

da ich wol zweinzic ritter vant

In min herberge reit ich duo

da was ich biz des morgens fruo,

des morgens, do diu sunne uf gie,

in den gazzen dort und hie

hort ich holerfloyten don,

ich sach die ritter zogen schon

uf daz velt gezimirt gar:

ir wapenkleit was lieht gevar.

Zehant ich wapen mich began

in wapenkleit wiz als ein swan.

## Stadtgründung und Stadtbefestigung
Ab 1261 wurde unter König Ottokar II. der Ort aus politischen und militärischen Gründen nordwärts an seine jetzige Stelle in der „Murschleife“ verlegt, in der Nähe der Einmündung des Vordernbergerbaches, der „Leuben“, in die Mur. In diese Zeit fällt auch die Verleihung des Stadtrechts. Die Stadt wurde planmäßig rechteckig um einen 32 m breiten und 180 m langen von Nord nach Süd verlaufenden rechteckigen Marktplatz mit vier doppelzeiligen Häuserblöcken errichtet.
Die Stadt verfügte durch ihre Lage über einen natürlichen Schutz. Sie wurde an drei Seiten durch die Mur geschützt. Zusätzlich erhielt die Stadt eine Befestigungsmauer mit Wehrtürmen, die an den vier Ecken mit größeren Wehrbauten gesichert wurden. Deren Schutz wurde an die Adelsgeschlechter der Timmersdorfer, Krottendorfer und Saurau sowie an den Dominikanerorden übergeben.
So wurde am sogenannten „Grünberg“, dem späteren Stadtbühel, in der Nordostecke der Stadt, dem Dominikanereck, das Dominikanerkloster von 1262 bis 1280 errichtet, welches bis 1811 bestand. Südlich davon befand sich das Winkelfeldtor als Zugang zum jenseits der Mur, ebenfalls in einer Murschleife, gelegenen Winkelfeld.
In der Südostecke, dem Sauraueck, wurde die erste ältere landesfürstliche Burg errichtet. Sie wurde dem Geschlecht der Saurau um 1400 als Erblehen übergeben und nach ihnen als „Saurauhaus“ bezeichnet. Westlich angrenzend wurde der Jakobsturm als Torturm mit dem sogenannten „Bruckertor“ errichtet, von wo aus die Straße von Bruck an der Mur nach Leoben führte. Das Saurauhaus wurde 1870 abgetragen, der Jakobsturm 1841.
In der Südwestecke, dem Krottendorfereck, wurde der später so benannte Freimannsturm erbaut, der bis heute erhalten ist mit seinen Nebenbauten, dem „Krottendorferhaus“. 1293 wurde der Turm mit seinen Gebäuden den Krottendorfern als Erblehen übergeben, ehe er im 16. Jahrhundert als Gefängnis und Wohnsitz des Henkers diente. Südlich davon befand sich der Stadtgraben. Weiter südlich wurde als zusätzlicher Schutz die Maßenburg auf dem Maßenberg errichtet, an dessen Fuß sich die Jakobskirche befindet.
Nördlich des Krottendorferecks wurde, geschützt durch einen Zwinger, das Rechentor oder Johannestor errichtet, von wo aus die Straße von Göss kommend in die Stadt führt. Nördlich davon wurde um 1280 gegen Mitte der Stadt der Mautturm errichtet, der spätere „Schwammerlturm“, wo die Straße von Westen kommend über die Waasenvorstadt und die Waasenbrücke in die Stadt führt. 1512 wurde der Turm renoviert, 1615 von Peter Carlone neu errichtet und mit einem Spitzdach versehen, welches beim Erdbeben von 1794 einstürzte, worauf der Turm ein pilzförmiges Dach erhielt.
Gegen Norden zu befand sich die Nordwestecke der Stadt, das sogenannte Timmersdorfereck. Die dort errichtete Wehranlage wurde dem Adelsgeschlecht der Timmersdorfer übergeben. 1418 wurde das Gebäude an den Landesfürsten verkauft. Daraufhin wurde es zur neuen landesfürstlichen Stadtburg umgebaut. 1613 wurde es Kolleg der Jesuiten, 1811 Gymnasium, 1965 abgetragen; lediglich der Ostflügel blieb erhalten. Er beherbergt heute das Museum. Nördlich davon wurde ein weiterer Stadtgraben gebaut. Östlich davon wurde der Josephsturm errichtet. Gegen Norden befand sich das Josephsfeld.

## Spätmittelalter
1314 findet sich die erste Erwähnung als Eisenhandelsplatz („Raueisenverlagsort“). In diesem Jahr übertrug Herzog Friedrich der Schöne Leoben das alleinige Verlags- und Handelsrecht für das in Vordernberg erzeugte Roheisen.
1370 wurde durch eine Schenkung der Bürger Heinrich und Dietrich Pierer mit dem Bau des ersten Spitals in Leoben begonnen, welches 1372 fertiggestellt wurde, das Bürgerspital mit der Kapelle zur hl. Elisabeth, welches bis in das 19. Jahrhundert Verwendung fand. Es befand sich in der Nähe des Brückenkopfes der Waasenbrücke. 1574 wurde ein Wappengemälde an der nördlichen Fassade des Gebäudes angebracht, welches 1983 erneuert wurde; dieser Teil des Gebäudes ist heute noch als Mietshaus erhalten.
Das Bürgerspital diente als Hospital als Vorläufer eines Alten- oder Pflegeheimes hauptsächlich zur Aufnahme von vermögenden Bürgern. Mittellose Bürger wurden in einem dem Bürgerspital angebauten Armen- oder Siechenhaus untergebracht, welches 1805 zum ersten öffentlichen Krankenhaus der Stadt Leoben umgestaltet wurde. Diese Funktion hatte es von 1806 bis 1867 inne, danach wurde es zu einem Mietshaus. 1958 wurde das Gebäude des ehemaligen Armenhauses abgetragen.
1396 wurden erstmals eine jüdische Gemeinde und ein Judenrichter, welcher in Streitfällen zwischen den Bürgern der Stadt und der Judengemeinde vermittelte, in Leoben erwähnt; die Gemeinde bestand bis zur Vertreibung der Juden aus Leoben 1496 auf dem Winkelfeld (Judendorf) östlich der Stadt.
In der zweiten Hälfte des 15. Jh. wurden die schadhaft gewordenen Befestigungsanlagen der Stadtmauer instand gesetzt bzw. verstärkt. Dies bewährte sich 1480, als die einfallenden Türken versuchten Leoben zu erstürmen, was jedoch scheiterte.
Ein Angriff auf das Stiftes Göss durch die Türken scheiterte ebenfalls, vor allem durch die Hochwasser führende Mur, was in der damaligen Zeit als Wunder angesehen wurde. Das Stift wurde daraufhin mit der zum großen Teil heute noch bestehenden Wehranlage versehen.
Ebenfalls 1480 wurde beim Türkensturm die „Waasenvorstadt“ im Westen in Brand gesteckt, auch die dortige Kirche „Maria am Waasen“ fiel dem Feuer zum Opfer.
1485 wurde das alte Rathaus am Hauptplatz erbaut, der fünfseitige Eckturm wurde 1568 errichtet; 1607 wurde es erweitert. Es diente bis 1973 als Sitz der Stadtverwaltung.

## Reformation und Gegenreformation
Die Lehre Martin Luthers sowie der deutsche Bauernaufstand von 1525 wirkten sich auch auf die Steiermark aus.
In den Wirren von Reformation und Gegenreformation diente die Stadt (im Jahr 1525 wurde Leoben Hauptquartier der landesfürstlichen Truppen unter dem Grafen Niklas Salm) als wichtiger Stützpunkt zur Niederschlagung des Knappenaufstandes im Ennstal und rund um Schladming.
Bedingt durch den aufsteigenden Eisenhandel gewährte der römisch-deutsche König und spätere Kaiser Ferdinand I. am 24. Jänner 1541 dem Rat der Stadt Leoben das Privileg einen Bürgermeister zu wählen. So wurde am 3. März 1541 Wolfgang Donnersperger vom Rat der Stadt zum ersten Bürgermeister von Leoben gewählt.
Trotzdem kam es nach 1540 zu einer großen Verbreitung der Lehre Martin Luthers. Die Bürgerschaft der Stadt wurde fast ausschließlich evangelisch. 1572 bekannte man sich am Brucker Ausschusslandtag offiziell zum Augsburger Bekenntnis, was jedoch nur bis 1600 von Bestand war. In diesem Jahr begann die Rekatholisierung.
1613 kamen die Jesuiten nach Leoben, Ferdinand II. übergab ihnen die landesfürstliche Burg sowie die Johannes-Kirche als Gymnasium. 1637 gründeten sie im Norden des Josephsfeldes eine Kapelle, das „Josepheum“ (namensgebend für den späteren Stadtteil Josefee), und ein Pensionat, den Josephshof. Der Jesuitenorden gründete eine Niederlassung in Leoben und errichtete 1660–1665 die Kirche St. Xaver.

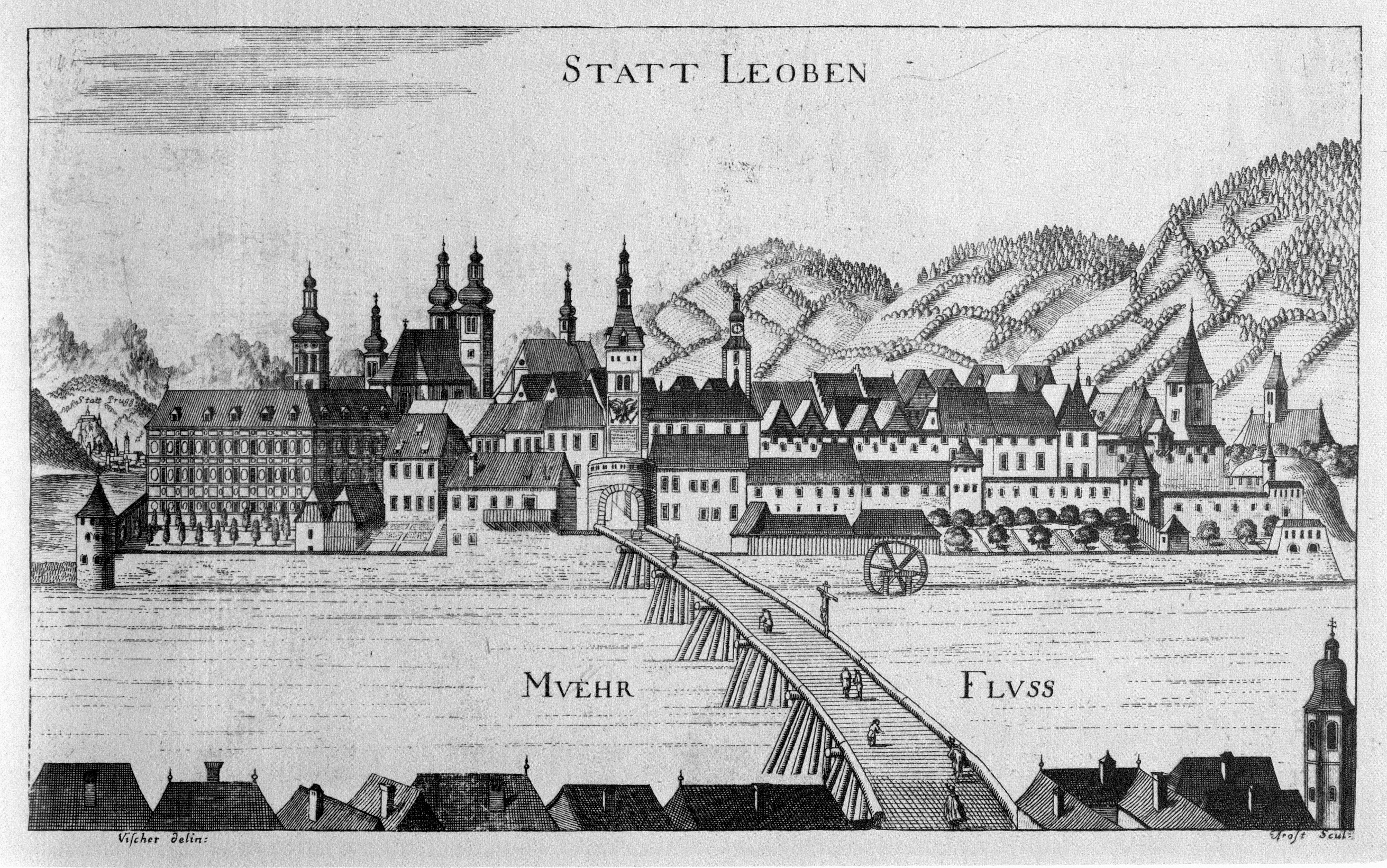
Leoben 1681

1689 kam der Orden der Kapuziner nach Leoben. Sie errichteten durch eine Stiftung von Maria von Thesalon ein Kloster mit der Ordenskirche zum Hl. Antonius von Padua in der Nähe des Annaberges beim ehemaligen Schallauzerhof, welches bis zur Aufhebung des Klosters 1809 bestand; heute befindet sich dort das LKH Leoben.

## Vom 18. Jhd. bis zu den Franzosenkriegen

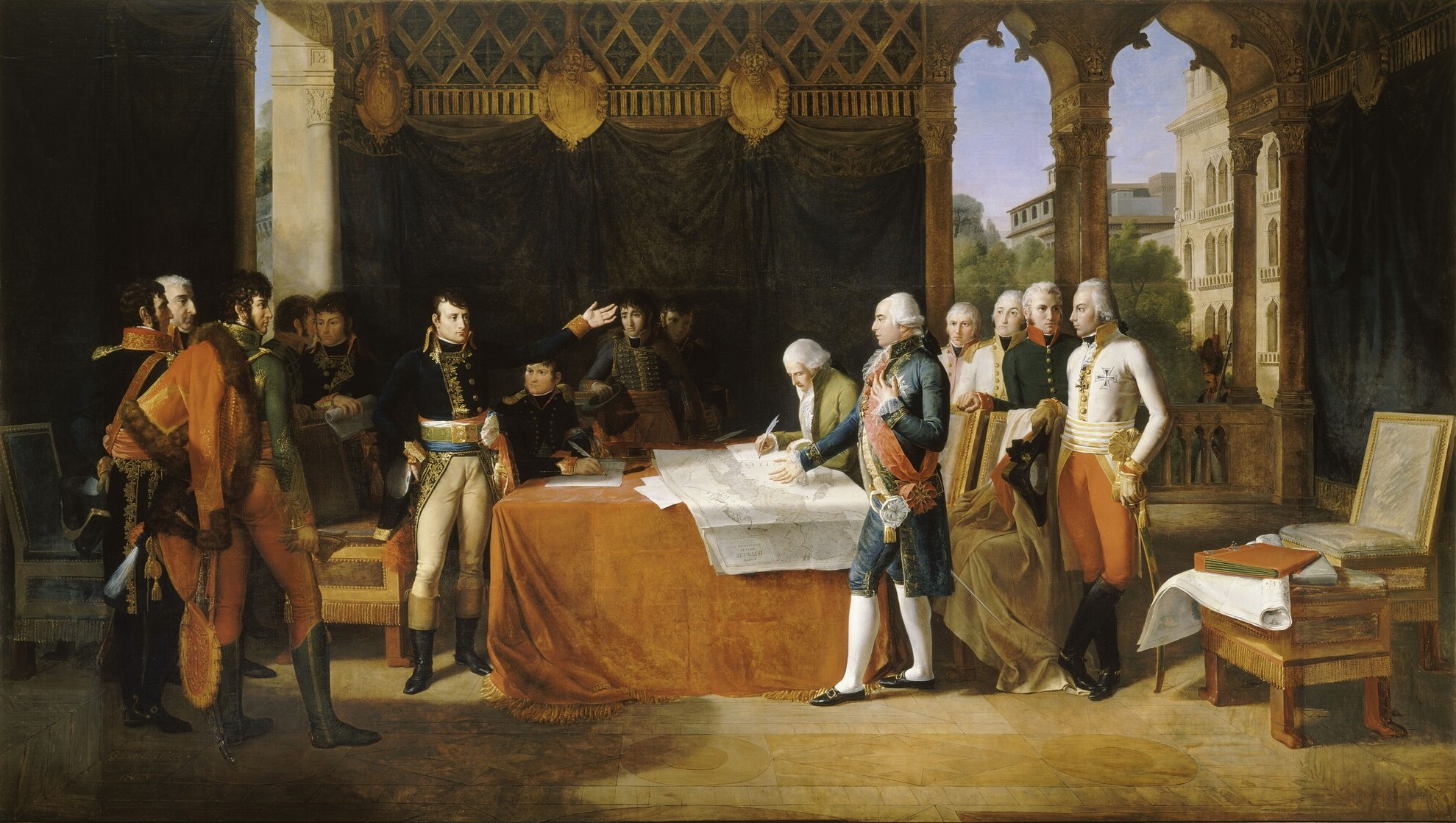
Vorfrieden von Leoben, gemalt von Guillaume Guillon-Lethière.

1716 wurde Leoben das letzte Mal von der Pest heimgesucht. Ausgehend vom Etschmeyerhof bei Nennersdorf, wo innerhalb weniger Wochen acht Personen von der Krankheit dahingerafft wurden, verbreitete sich die Epidemie fast über die ganze Stadt. Ausgenommen davon war die Waasenvorstadt. Die Bürger der Vorstadt Waasen stifteten ein Votivbild, welches sich in der Waasenkirche befindet.
Das Sterberegister von St. Jakob verzeichnete für dieses Jahr 81 Todesfälle, die durch die Seuche verursacht wurden. 1718 wurde auf dem Hauptplatz die Dreifaltigkeitssäule von Johann Jacob Schoy als Pestsäule als Dankbarkeit der Bürger der Stadt für das Erlöschen der Seuche errichtet.
Im Jahr 1773 hob Papst Clemens XIV. den Orden der Jesuiten auf. In diesem Jahr wurde auch das Leobener Jesuitenkolleg aufgehoben.
1782 erfolgte die Aufhebung des Stiftes Göss durch Joseph II.
1794 wurde Leoben von einem Erdbeben heimgesucht. Mehrere Gebäude wurden beschädigt. Auch das spitzförmige Dach des 1615 neu errichteten Mautturms musste abgetragen werden, er erhielt nun ein pilzförmiges Dach.
1797 trafen sich französische und österreichische Gesandtschaften in Leoben. Dort schlossen Napoleon und die Vertreter Österreichs im Gartenhaus in der Nähe der St. Jakobs-Kirche des Barons Josef Thaddäus von Eggenwald den Vorfrieden von Leoben.
1805 wurde die Stadt von den durchziehenden Franzosen besetzt.
Ebenfalls im Jahr 1805 erfolgt die Gründung des Leobner Allgemeinen Krankenhauses. Bis dahin wurden vermögende Bürger in das Ende des 14. Jahrhunderts gegründeten Bürgerspital aufgenommen, während die unvermögenden Bürger im Siechen- oder Armenhaus im hinteren Teil des Bürgerspitals untergebracht wurden.
Es wurde das Siechenhaus des Bürgerspitals ausgelagert und ein Krankenhaus eingerichtet, welches auch den nicht vermögenden Bürgen sowie Nicht-Einheimischen offenstand. Die Inbetriebnahme erfolgte 1806.
Von ca. 1782 bis 1859 war die Stadt Zentrum des Bistums Leoben und damit Bischofssitz. 1859 erfolgte die Vereinigung mit der Diözese Graz-Seckau.
1811 wurde die Stadtpfarre von der St. Jakobs-Kirche an die St.-Xaver-Kirche übertragen. Im gleichen Jahr erfolgte die Aufhebung des Dominikanerklosters.
Das ehemalige Dominikanerkloster wurde bis 1854 als Wohnung für Geistliche und Pfarrhof für die St.-Xaver-Kirche sowie als Hauptschule der Stadt, sodann als Heeresmagazin, Salzmagazin und Getreidelager benutzt, bis das Gebäude in den Jahren 1856 und 1870 umgebaut und Sitz von Bezirksgericht, Staatsanwaltschaft sowie Justizanstalt wurde. Diese Funktion hatte es bis zur Eröffnung des neuen Justizzentrums Leoben im Jahre 2005 inne. Seit Oktober 2007 dient es nach großzügigem Aus- und Umbau als Einkaufszentrum LCS (Leoben City Shopping).

## Wirtschaftliche Entwicklung und Stadterweiterung im 19. Jhd.

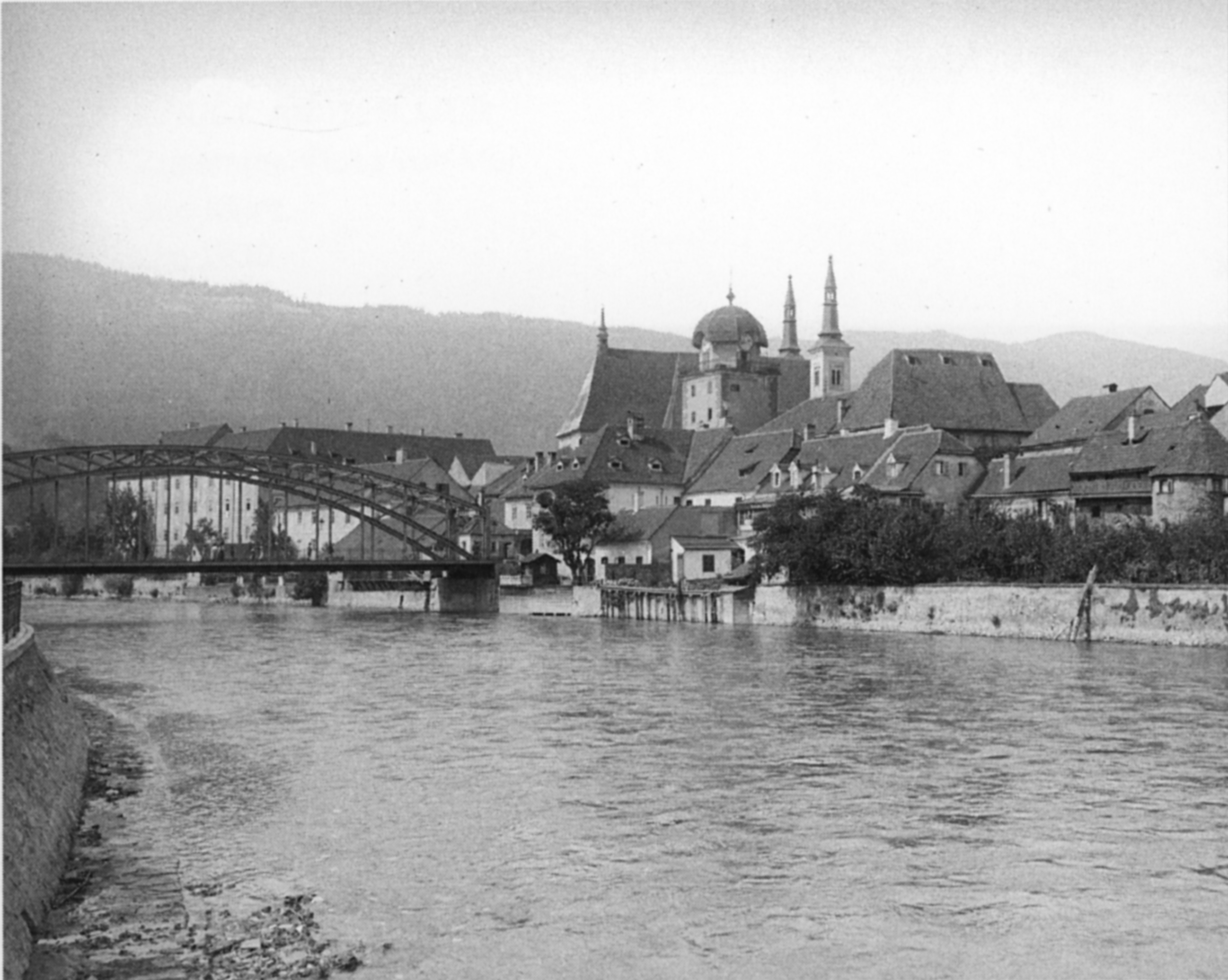
Leoben – Blick über die Mur – um 1912

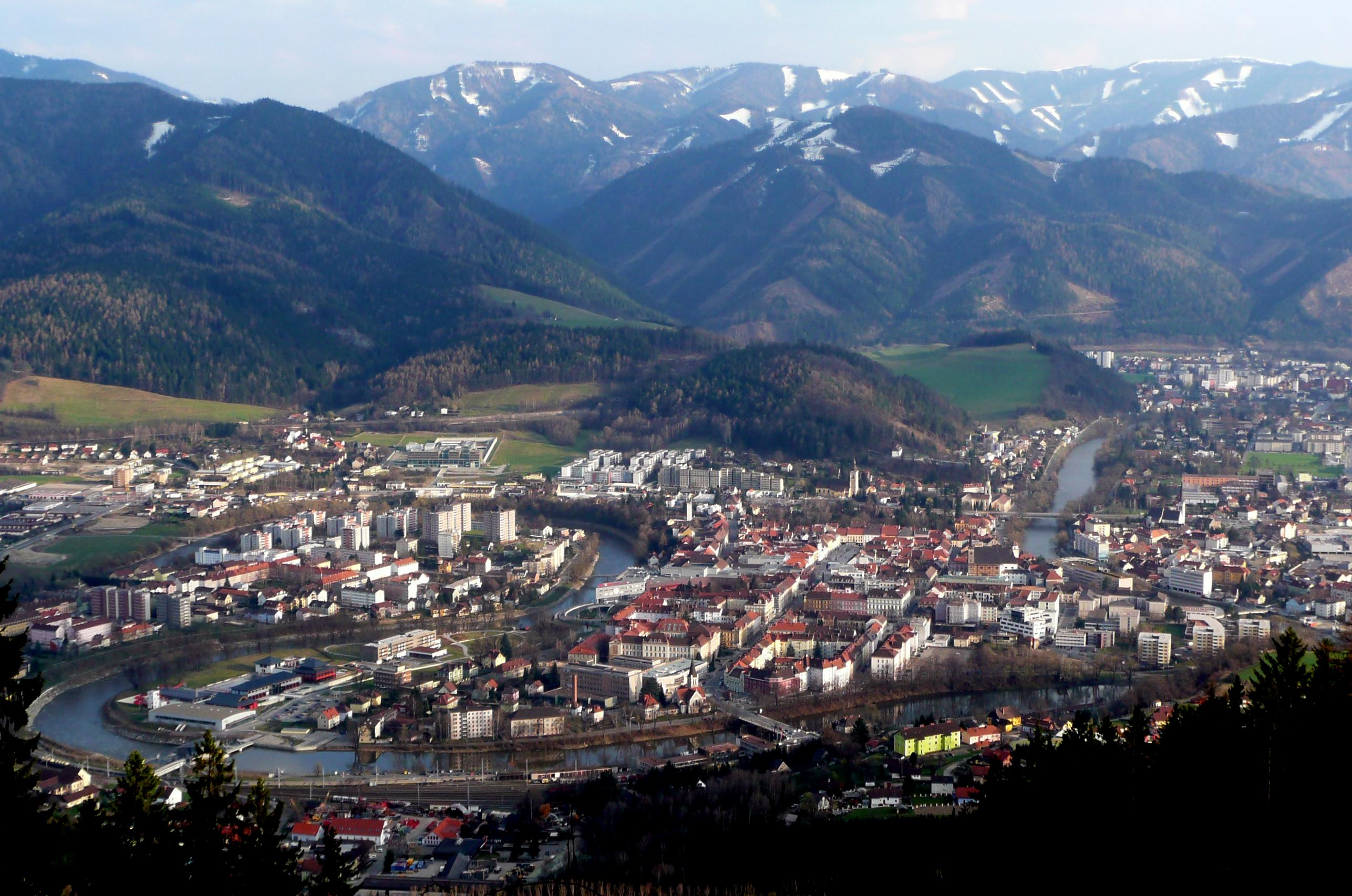
Leoben 2009

Im Laufe des 19. Jahrhunderts gab es eine langsame, aber stetige Weiterentwicklung. Dafür geben unter anderem die folgenden Ereignisse Zeugnis ab:
1837 wurde in Leoben-Donawitz von Franz Mayr das erste Stahl- und Puddlingswerk der Steiermark errichtet, die sogenannte „Franzenshütte“. Das Werk wurde von seinen Söhnen erweitert.
Im Jahr 1843 wurde das Gebäude der alten Akademie errichtet, in dem die Montanistische Staatslehranstalt untergebracht wurde. Sie wurde auf Betreiben von Erzherzog Johann 1840 in Vordernberg gegründet, 1849 von Vordernberg nach Leoben verlegt. Erster Direktor wurde Peter von Tunner.
Im Jahre 1846 erfolgte die Grundsteinlegung und der Baubeginn der Redemptoristenkirche durch die Redemptoristen, deren Hospiz in Leoben bereits seit 1834 bestand. 1848 wurde der Orden aufgehoben, was eine Unterbrechung des Baus sowie die Ausweisung der Redemptoristen aus Leoben zur Folge hatte. Der Bau der Klosterkirche und des Redemptoristenkollegs konnte erst nach der Rückkehr des Ordens 1853 weitergeführt und 1854 vollendet werden.
1847 wurden die südlichen Stadtmauern abgetragen. Der Stadtgraben wurde planiert und mit Kastanien bepflanzt. Es entstand der Stadtpark, das heutige Glacis.
Im Jahr 1849 erfolgte die Verlegung der bergmännischen Lehranstalt von Vordernberg nach Leoben. Diese Lehranstalt war der Vorgänger der Montanuniversität.
1850 erfolgte die Gründung der Handels- und Gewerbekammer.
Im Zuge der Verwaltungsreform von 1850 wurden die Katastralgemeinden zu vier Ortsgemeinden zusammengefasst:
Mühltal und Nennersdorf zur Gemeinde Waltenbach,
Gössgraben, Prettach und Schladnitz zur Gemeinde Göss,
Judendorf und Leitendorf zur Gemeinde Donawitz.
Die Innenstadt mit der Waasenvorstadt zur Gemeinde Leoben.
Die vier neu gegründeten Gemeinden erhielten jeweils einen eigenen Bürgermeister. Bürgermeister von Leoben wurde Moritz Freiherr von Schönowitz.(1850–1856). Während seiner Amtszeit wurde die Stadt weiter ausgebaut; so wurden die nördliche Stadtmauer und der Josephsturm abgetragen.
1860 erwarb der galizische Braumeister Max Kober Teile des ehemaligen Stifts Göss und gründete dort die Brauerei Göss.
1861 wurde die Montanistische Lehranstalt zur Bergakademie erhoben.
Da die Kapazitäten des Allgemeinen Krankenhauses beim Bürgerspital immer geringer wurden, erfolgte 1867 die Verlegung des Krankenhauses in den doppelt so geräumigen Josephshof. 1872 wurde das Krankenhaus unter die Aufsicht des Landes Steiermark gestellt und zum Landeskrankenhaus erklärt.
Der Josephshof wurde 1637 als Pensionat der Jesuiten gegründet. Nach Auflösung des Ordens wurde er Militärerziehungslager, später Militärspital, von 1867 bis 1889 als Josefee Spital Krankenhaus von Leoben. Von 1889 an fand er als Mietshaus Verwendung, ehe er 1973 abgetragen wurde. An dessen Stelle befindet sich das Erich-Schmidt-Institut.
1868 wurde Leoben an das Eisenbahnnetz angeschlossen. Es wurde ein Bahnhof errichtet sowie eine hölzerne Brücke über die Mur und eine Straße durch das Josephsfeld, welche den in der Gemeinde Donawitz liegenden Bahnhof mit der Stadt verbindet. Gegen Ende des 19. Jahrhunderts wurde das landwirtschaftlich genutzte Josephsfeld planmäßig mit Neubauten versehen.
Es entstand als sogenannte „Neustadt“ der Stadtteil Josefee.
Ab 1881 erfolgte ein weiterer wirtschaftlicher Aufschwung durch die industrielle Förderung von Glanzkohle im Bergbau Seegraben. Erste Kohlenfunde am Münzenberg gab es bereits 1606. Umfangreicherer Abbau am Münzenberg erfolgte 1726 durch den Regierungsrat Caspar von Lierwald. Mit dem Abbau der Glanzkohle im nördlichen Teil des Seegrabens, im Schutzengelbau, wurde 1811 unter Franz von Eggenwald begonnen. Die Erschließung des südlichen Drasche- oder Wartingbergbaues fand erst 1836 statt. Ab 1881 wurde der Bergbau von der Österreichischen Alpine Montangesellschaft übernommen (Schutzengelbau 1881, Münzenberg 1882 und Draschebau 1900).
Ebenfalls im Jahr 1881 wurde durch den Zusammenschluss des Eisen- und Stahlwerkes in Leoben-Donawitz sowie steirischer und Kärntner Hüttenwerke die Oesterreichische Alpine Montangesellschaft gegründet.
Die Errichtung des Gaswerkes und der Gasbeleuchtung in weiten Teilen Leobens erfolgte 1884.
Da die Stadt immer wieder von Epidemien heimgesucht wurde, so z. B. im Jahr 1885 durch eine Blatternepidemie, die durch ein fehlendes Isolierhaus schwer zu bekämpfen waren, sowie wegen der durch den Bevölkerungsanstieg verursachte Überbelegung des Josefeespitals wurde ein Neubau des Landeskrankenhauses Leoben notwendig.
1887 erfolgte auf dem Grund des ehemaligen Kapuzinerklosters und Faktoriergebäudes durch Kronprinzessin Stephanie die Grundsteinlegung des nach ihr benannten Stephaniespitals, welches bis 1889 fertiggestellt wurde und aus welchem sich nach 1945 das LKH Leoben entwickelte.
Ebenfalls 1887 wurde nach der Auflösung der Kirchhöfe der Waasenkirche sowie der St. Jakobs-Kirche der Zentralfriedhof im Gebiet des heutigen Stadtteils Lerchenfeld errichtet.
Im Jahr 1889 erfolgte nach einem Streik der Bergarbeiter erstmals die Einführung des Acht-Stunden-Tages in Österreich im Bergbau Seegraben.
1893 wurde in der Hütte Donawitz als erster Hütte Europas das Roheisenerzverfahren im Siemens-Martin-Ofen eingeführt.
1895 wurde die hölzerne Waasenbrücke abgetragen und durch eine neue ersetzt; damals erhielt sie auch die heute noch bestehende Stahlkonstruktion.

## Vom 20. Jhd. bis zur Gegenwart

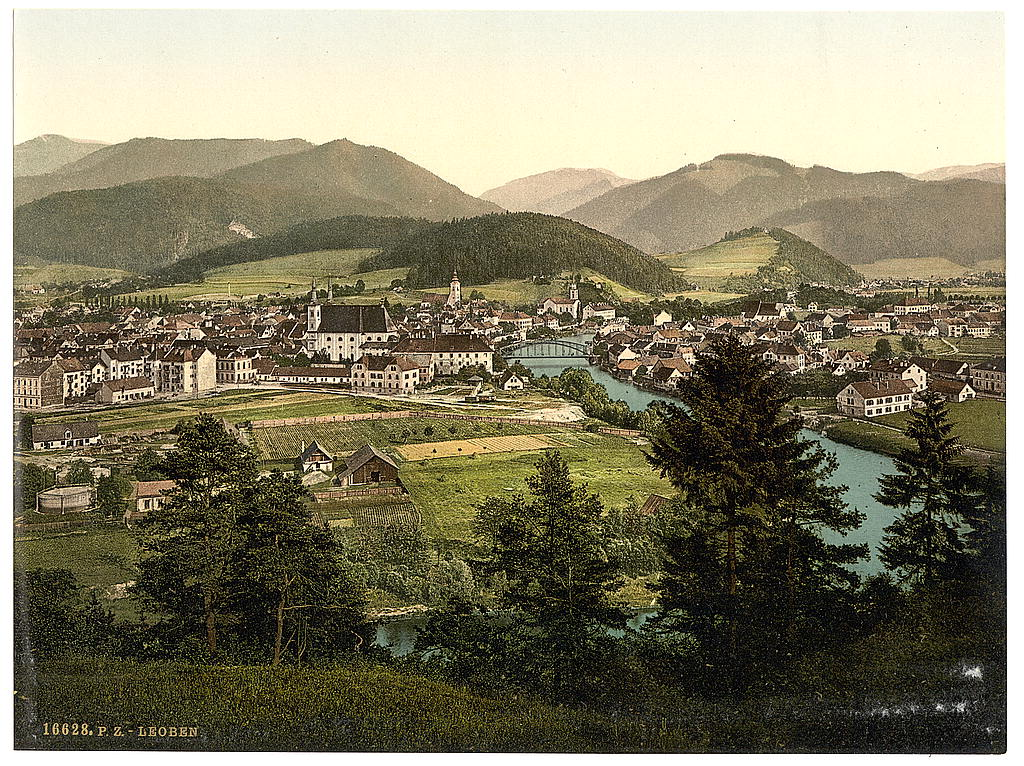
Leoben um 1900

1902 wurde in Donawitz der größte Hochofen Europas mit einer Kapazität von 300 Tonnen täglich errichtet.
1904 wurde die Bergakademie in eine Montanistische Hochschule umgewandelt mit dem Recht akademische Titel zu verleihen.
1905 erfolgte die Errichtung der Stadtschule. Ebenfalls 1905 erfolgte die Inbetriebnahme des Elektrizitätswerkes Krempl, welches anstelle der Jesuitenmühle am Fuß des Stadtbühels errichtet wurde. Bereits 1906 erfolgte die Inbetriebnahme der ersten elektrischen Straßenbeleuchtung.
1908 wurde die evangelische Gustav-Adolf-Kirche errichtet.
Von 1908 bis 1910 wurde das Gebäude der Montanuniversität Leoben errichtet.
Auch in der folgenden ersten Hälfte des 20. Jahrhunderts konnten sich zahlreiche Betriebe in Leoben etablieren.
So wurde 1911 ein Zellstoffwerk in Leoben Hinterberg gegründet, welches bis in die zweite Hälfte des 20. Jahrhunderts in Betrieb war.
Von 1923 bis 1927 wurde unter dem Donawitzer Bürgermeister Josef Heißl die Pestalozzi-Hauptschule errichtet.
1928 wurde anstelle der hölzernen Bahnhofsbrücke die heute noch bestehende Brücke eröffnet.
1930 erfolgte die Fertigstellung des Zahlbrucknerschachtes als Hauptförderschacht im Revier Münzenberg des Bergbaus Seegraben. Der Bergbau Seegraben deckte um 1930 ein Drittel des österreichischen Kohlebedarfs ab.
Am 19. Februar 1934 wurde im Gefangenenhaus Leoben das Todesurteil gegen den sozialistischen Arbeiterführer Koloman Wallisch vollstreckt.
Ebenfalls im Jahre 1934 wurde Leoben bei den Kämpfen beim Juliputsch zu einem der blutigsten Bürgerkriegsschauplätze Österreichs.
1937 erfolgte die Markterhebung der Gemeinde Göss sowie im gleichen Jahr die Stadterhebung der Gemeinde Donawitz.
1939 wurden die beiden bis dahin selbstständigen Gemeinden Göss und Donawitz eingegliedert, wodurch sich die Fläche des Stadtgebietes beinahe verdoppelte.
Von den Zerstörungen des Zweiten Weltkrieges blieb Leoben weitgehend verschont. Es gab nur einen Luftangriff 1944 auf das Isolierhaus des Werksspitals in Donawitz, welcher 20 Todesopfer forderte.
1951 wurde in Göss von Franz Mayr-Melnhof die Mayr-Melnhof Holz Leoben GmbH als Sägewerk und Holzgroßhandel gegründet.
1953 wurde in der Hütte Donawitz das 1952 erfundene LD-Verfahren eingeführt.
In den 1960er-Jahren kam es zu wirtschaftlichen Schwierigkeiten (Schließung des Kohlebergbaus Seegraben 1964. Es war der älteste Glanzkohlenbergbau Österreichs von 1606 bis 28. März 1964).
Während der zweiten Hälfte des 20. Jahrhunderts erfolgte ein Ausbau der Montanistischen Hochschule nach Norden hin. So wurde unter anderen das Erich-Schmidt-Institut in den Jahren 1973–1976 anstelle des Josephshofs errichtet.
1965 wurde das ehemalige alte Gymnasium bis auf den Ostflügel, wo sich das Museum der Stadt befindet, abgetragen. An dessen Stelle wurde das neue Rathaus errichtet. Es ist seit 1973 Sitz der Stadtverwaltung. 1975 erfolgte die Umbenennung der Montanistischen Hochschule in Montanuniversität Leoben. 1978 wurde das jetzige LKH Leoben anstelle des Stephaniespitals neu errichtet
In den 1980er-Jahren kam es neuerlich zu einer wirtschaftlichen Krise, bedingt durch Einschränkungen der Eisen- und Stahlindustrie in der Hütte Donawitz. Diese wirtschaftliche Krise und die durch sie verursachte Abwanderung (1961 betrug die Einwohnerzahl noch 36.251, so kam es bis 2001 zu einem Rückgang auf 25.804 Einwohner, etwa der Einwohnerzahl von 1900) führten zu einer Umorientierung in neue wirtschaftliche Richtungen.
Seit 1982 ist Leoben-Hinterberg Unternehmenssitz und Stammwerk des Leiterplattenwerkes AT&S. Das Unternehmen verfügt mittlerweile über Werke in China, Indien und Korea. Es ist Marktführer in Europa und Indien sowie weltweit einer der führenden Leiterplattenerzeuger.
1997 wurde der Hauptplatz der Stadt neu gestaltet und ein Kongresszentrum eingerichtet. Im gleichen Jahr wurde anlässlich der steirischen Landesausstellung ein Ausstellungszentrum errichtet mit jährlich wechselnden Ausstellungen zu ethnologischen Themen.
Im Sommer 2006 wurde das neue Stadtkraftwerk Leoben eröffnet. Der Neubau war notwendig geworden, weil das aus dem Jahr 1905 stammende Krempl-Kraftwerk die benötigten Energiekapazitäten der wachsenden Stadt nicht mehr erfüllen konnte.
Im März 2005 wurde das neue Justizzentrum Leoben eröffnet. Der Standort des alten Justizzentrums, das ehemalige Dominikanerkloster, sowie angrenzende Gebäude und das Gelände des ehemaligen Busbahnhofes wurden ab 15. Mai 2006 zum Einkaufszentrum Leoben City Shopping LCS umgebaut; dessen Eröffnung im Oktober 2007 erfolgte.
Im Mai 2008 wurde auf einem ehemaligen Sportplatzgelände das Thermal- und Freizeitbad Asia Spa eröffnet.
Diese und andere Maßnahmen sollen neue wirtschaftliche Impulse für die Stadt Leoben setzen, um so den wirtschaftlichen Standortwert zu erhöhen und der Abwanderung entgegenzuwirken.